# Communauté de communes Orb et Taurou
La Communauté de communes Orb et Taurou est une communauté de communes française, située dans le département de l'Hérault et la région Occitanie.

## Histoire
Le 1er janvier 2017 la communauté de communes Orb et Taurou fusionne avec la communauté de communes des Avant-Monts du Centre Hérault pour entrer en conformité avec la loi NOTRe.

## Communes
Elle regroupe 5 communes:
Le total des populations de ces 5 communes est de 7 302 habitants en 2013 et non pas de 7 063.
| Nom                        | Code Insee | Gentilé          | Superficie (km2) | Population (dernière pop. légale) | Densité (hab./km2) |
| -------------------------- | ---------- | ---------------- | ---------------- | --------------------------------- | ------------------ |
| Thézan-lès-Béziers (siège) | 34310      | Thézanais        | 13,65            | 2 921 (2014)                      | 214                |
| Causses-et-Veyran          | 34061      | Causseranais     | 17,65            | 613 (2014)                        | 35                 |
| Murviel-lès-Béziers        | 34178      | Murviellois      | 32,36            | 3 004 (2014)                      | 93                 |
| Pailhès                    | 34191      | Pailhésois       | 6,00             | 522 (2014)                        | 87                 |
| Saint-Nazaire-de-Ladarez   | 34279      | Saint-Nazairiens | 28,27            | 358 (2014)                        | 13                 |